# 薩拉戈薩-德利西亞斯車站
參數所指定的目標頁面不存在，建議更正成存在頁面或直接建立下列一個頁面（建立前請先搜尋是否有合適的存在頁面可以取代）：
- 萨拉戈萨站

薩拉戈薩-德利西亞斯多式联运車站（西班牙語：Estación intermodal Zaragoza-Delicias）是位於西班牙阿拉貢自治區薩拉戈薩的火車站。该站有馬德里和巴塞羅那之間的AVE高速列車、中程列车及市郊铁路C-1线停靠。
萨拉戈萨-波尔蒂略站原为馬德里－巴塞隆拿鐵路在萨拉戈萨的主要车站。随着2008年萨拉戈萨世博会的筹办及馬德里－巴塞隆拿高速鐵路的规划，当地计划在城市西部德里西亚斯社区、原货运车站的地块新建大型车站。同时计划将高速铁路正线在城市南侧取直过境，并建设绕行市中心、和既有铁路平行的054绕行线，在城市核心路段实行地下化；此外还在城市南侧新建一座货运车站Zaragoza Plaza以替代位于本站址货站的功能。车站建築由Carlos Ferrater和José María Valero設計，於2003年5月7日啟用。